# جون سيمبسون
جون سيمبسون (بالإنجليزية: John Simpson)‏ (27 أكتوبر 1918 بكينغستون أبون هال في المملكة المتحدة - 1 يناير 2000 في المملكة المتحدة) هو مدرب كرة قدم ولاعب كرة قدم بريطاني (وحمل سابقاً جنسية المملكة المتحدة لبريطانيا العظمى وأيرلندا) في مركزي الظهير والدفاع. لعب مع نادي يورك سيتي وهدرسفيلد تاون وغرانتهام تاون ‏ وبريدلينغتون تاون ‏.

## وصلات خارجية
- جون سيمبسون على موقع قاعدة بيانات كرة القدم.إي يو (الإنجليزية)